# 柱頂

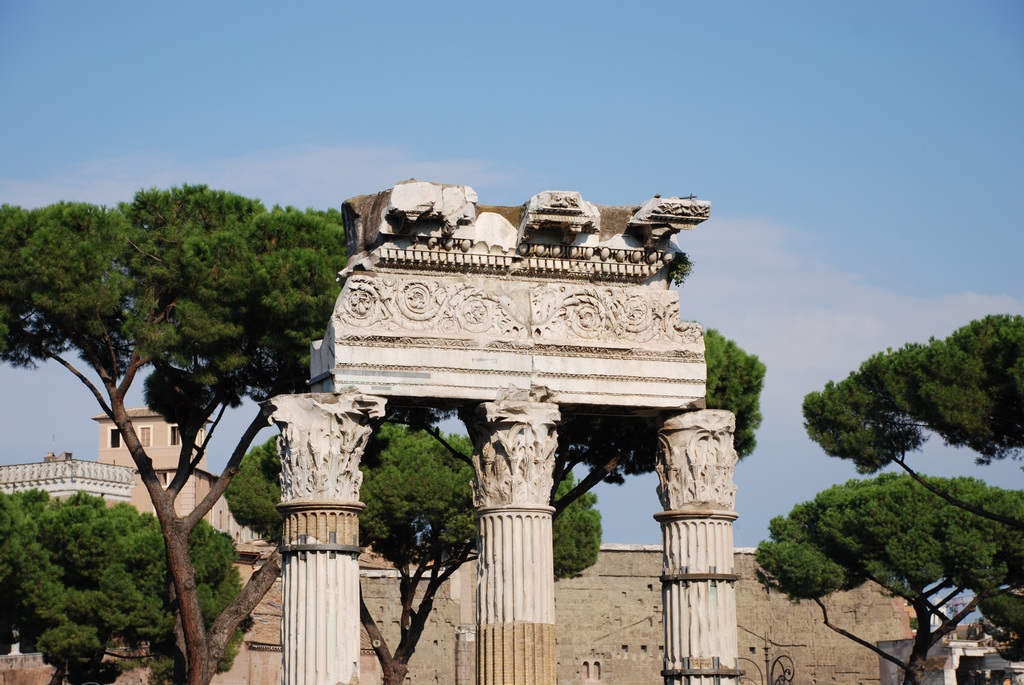
水平結構為柱頂，由下而上分別為楣樑、飾帶、簷口

柱頂（Entablature），是指位在柱子與柱頭上方的水平上層結構，通常帶有裝飾，古典主義建築中極為重要的要素。一般柱頂有多立克柱式、愛奧尼柱式、科林斯柱式三種樣式。在大多數羅馬和文藝復興建築中，柱頂約等於柱子高度的四分之一，包含楣樑、飾帶及簷口。

## 說明
柱頂隨著古典柱式的不同而有許多變化，其中各個次部分——「楣樑」、「飾帶」及「簷口」的比例依照柱子的比例而決定。